# Đại học Tự do Berlin
Đại học Tự do Berlin (Freie Universität Berlin, thường được viết tắt là FU Berlin hoặc đơn giản là FU) là một trường đại học nghiên cứu công lập ở Berlin, Đức. Trường được thành lập vào năm 1948 tại Tây Berlin trên cơ sở kế thừa Đại học Friedrich Wilhelm ở Đông Berlin sau Chiến tranh thế giới thứ hai.
Đại học Tự do Berlin là một trong mười một trường đại học nghiên cứu ưu tú của Đức trong Sáng kiến các trường đại học xuất sắc của Đức (Universities of Excellence) - tương đương khối Ivy League ở Mỹ. Đại học Tự do Berlin được công nhận là một trường đại học hàng đầu trong bảng các trường đại học quốc tế, với thế mạnh đặc biệt về khoa học chính trị và nhân văn.

## Lịch sử

### Tình hình và nền tảng ban đầu
Đại học Tự do Berlin được thành lập vào ngày 4 tháng 12 năm 1948. Lý do cho việc thành lập trường có liên quan chặt chẽ với sự khởi đầu Xung đột Đông-Tây, mà điểm cốt lõi nằm ở sự xung đột các [hệ tư tưởng] chính trị khác nhau của các nước Đồng minh, của sinh viên đại học Berlin cũ với chính quyền thân cộng sản tại Berlin sau chiến tranh thế giới thứ 2.
Đại học Berlin cũ (từ năm 1949 dưới tên  Đại học Humboldt Berlin ) nằm ở phía Đông Berlin nước Đức, khu vực chịu sự quản lý của Liên Xô cũ và được phép tiếp tục giảng dạy từ năm 1946 dưới sự kiểm soát của chính quyền thân cộng sản Berlin. Các cuộc xung đột chính trị trong thời kỳ hậu chiến đã len lỏi vào môi trường đại học và dẫn đến sự gia tăng xung đột giữa chính quyền theo ảnh hưởng cộng sản đối với giới hàn lâm đại học Berlin. 
Nhiều điều gây tranh cãi trong cách thức quản lý, vận hành và truyền đạt kiến thức trong trường làm dấy lên những cuộc biểu tình mạnh mẽ trong giới sinh viên và các bộ phận của giảng viên của trường. Một trong những nguyên nhân dẫn đến những phản ứng này là việc cảnh sát bí mật Bộ Nội vụ Liên Xô bắt giữ nhiều sinh viên vào tháng 3 năm 1947. Theo phán quyết của Tòa án Quân sự Liên Xô tại Berlin Lichtenberg, các sinh viên phải chịu hình phạt hai mươi lăm năm lao động cưỡng bức dưới cáo buộc là gián điệp đã hình thành của một "phong trào ngầm tại Đại học Berlin". Thêm 18 sinh viên và giảng viên đã bị bắt hoặc bị trục xuất trong khoảng thời gian từ năm 1945 đến 1948. Một số được đưa đến Liên Xô và mất tích ở đó. Vì những lý do trên mà vào cuối năm 1947 nhu cầu tái lập một trường đại học Berlin tự do, phi ảnh hưởng chính trị hình thành mạnh mẽ trong giới hàn lâm Berlin. Phía Tây Berlin nơi chịu sự giám sát bởi các lực lượng đồng minh phi cộng sản, đã phản ứng với tình hình tại trường đại học Berlin cũ với phán quyết vào ngày 15 tháng 1 năm 1948 và ra lệnh tái lập 1 phân khu đại học Berlin mới bên ngoài Đại học Berlin cũ. Các cuộc biểu tình chống lại ảnh hưởng chính trị đối với Đại học Berlin tiếp tục và đạt đến đỉnh điểm trong một cuộc biểu tình của sinh viên vào ngày 23 tháng 4 năm 1948, sau khi ba sinh viên bị đình chỉ học tập 1 cách vô cớ 1 tuần trước đó. Vào cuối tháng 4, thống đốc quân sự Lucius D. Clay đã nghiên cứu quyết định xây dựng một trường đại học mới ở Tây Berlin.

### Sáng kiến xuất sắc
Đại học FU Berlin đã thành công trong Sáng kiến xuất sắc của chính phủ liên bang và tiểu bang Đức để thúc đẩy khoa học và nghiên cứu tại các trường đại học Đức trong cả ba dòng tài trợ (Graduiertenschulen, Exzellenzcluster và Zukunftskonzept). Tính tổng thể, trường đã được cấp 3 lần Graduiertenschulen, 2 lần Exzellenzcluster và 1 lần Zukunftskonzept dưới định hướng phát triển dài hạn của một trường đại học gắn kết toàn cầu.